# Xian de Jixian
Le xian de Jixian (集贤县 ; pinyin : Jíxián Xiàn) est un district administratif de la province du Heilongjiang en Chine. Il est placé sous la juridiction de la ville-préfecture de Shuangyashan.

## Démographie
La population du district était de 305 051 habitants en 1999.